# Бруммелен, Йоханнес ван
Йоханнес (Йоп) ван Бруммелен (нидерл. Johannes van Brummelen, 19 февраля 1932 — 12 сентября 2017) — нидерландский миколог, специалист по грибам-дискомицетам.

## Биография
Родился в Харлеме 19 февраля 1932 года. С детства интересовался грибами, уже в 1948 году стал членом Нидерландского микологического общества.
С 1957 года — в лейденском Рейксгербарии, где изучал копротрофные грибы. В 1959 году принят в штат сотрудников гербария Маринусом Донком. Помимо описания новых видов ван Бруммелен подробно изучал онтогенез плодовых тел аскомицетов, орнаментацию спор, строение концов асков.
В 1967 году подготовил диссертацию доктора философии, в которой подробно описал и проиллюстрировал все известные виды родов Ascobolus и Saccobolus. В 1995 году опубликовал монографию Pseudombrophila на мировом уровне.
На протяжении многих лет ван Бруммелен работал в редакции журнала Persoonia.
Скончался 12 сентября 2017 года

## Некоторые научные работы
- Van Brummelen J. A world-monograph of the genera Ascobolus and Saccobolus (Ascomycetes, Pezizales). — Leiden, 1967. — 260 p. — (Persoonia Supplement, Vol. 1).
- Van Brummelen J. A world-monograph of the genus Pseudombrophila (Pezizales, Ascomycotina). — Eching bei München, 1995. — 117 p. — (Libri botanici, Vol. 14). — ISBN 3-930167-10-7.

## Виды грибов, названные именем Й. ван Бруммелена
- Trichobolus vanbrummelenii Valldos. & Guarro, 1988